# Xiaosaurus dashanpensis
 Xiaosaurus dashanpensis  es la única especie conocida del género extinto  Xiaosaurus  (zhn. “pequeño lagarto”) de dinosaurio ornitisquio basal, que vivió a mediados del período Jurásico, hace aproximadamente entre 168 a 161 millones de años, desde el Bathoniense al Calloviense, en lo que es hoy Asia. Era un pequeño animal bípedo con una longitud estimada de 1 metro. El fémur mide 11 centímetros de largo. Xiaosaurus vivió en lo que ahora es la cuenca de Sichuan de China. En 1979 y 1980, se descubrieron dos especímenes de un pequeño dinosaurio herbívoro durante las excavaciones cerca de Dashanpu en Sichuan. En 1983, Dong Zhiming y Tang Zilu nombraron los fósiles bajo la especie tipo Xiaosaurus dashanpensis. El nombre genérico se deriva del chino xiáo, 曉, "amanecer", en referencia a la edad del fósil. El nombre específico se refiere a Danshanpu.
El holotipo, IVPP V6730A, se encontró en la Formación Xiashaximiao inferior, cuya edad es incierta: se han propuesto tanto el Bajociense como el Bathoniense al Calloviense. Consiste en un esqueleto parcial que incluye un fragmento de mandíbula con un solo diente, dos vértebras cervicales, cuatro vértebras caudales, un húmero, un fémur izquierdo parcial y una pata trasera derecha completa. El paratipo IVPP V6730B es un segundo esqueleto parcial que incluye un fémur derecho, una vértebra dorsal, dos vértebras sacras, una falange, una costilla y dos dientes. En 1992, Peng Guangzhao cambió el nombre de Agilisaurus multidens He & Cai 1983, ahora Hexinlusaurus a una segunda especie de Xiaosaurus, Xiaosaurus multidens, pero esto no ha sido aceptado.
Los restos son demasiado fragmentarios para clasificar fácilmente el género. Los descriptores lo asignaron tanto a Fabrosauridae como a Hypsilophodontidae, considerándolo un vínculo evolutivo entre Lesothosaurus e Hypsilophodon. Xiaosaurus a veces ha sido considerado un nomen dubium y un ornitisquio de afinidades inciertas, posiblemente un cerápodo basal o un marginocéfalo. Sin embargo, Paul Barrett et al. en 2005 concluyó que era válido provisionalmente, ya que poseía un único rasgo derivado único o autapomorfia, un húmero recto mediolateralmente, visto desde el frente.